# Holland Car
Holland Car PLC war ein äthiopischer Automobilhersteller mit Hauptsitz in Addis Abeba.

## Unternehmensgeschichte
Tadesse Tessema und das niederländische Unternehmen Trento BV, Engineering gründeten 2005 das Unternehmen. 2005 oder 2006 begann die Produktion von Automobilen. Der Markenname lautete Holland Car.
2008 wurden Pläne bekannt, nach denen ein Schwesterunternehmen namens Cassiopeia ab Mai 2009 in einem Werk in Tatek jährlich etwa 1500 Pick-ups fertigen wollte.
Im November 2012 meldete die Zeitschrift Capital Ethiopia die Zahlungsunfähigkeit des Unternehmens. 2013 oder 2014 endete die Produktion.

## Modelle
Das erste Modell war der Holland Car DOCC nach einer Lizenz von FIAT. Er basierte technisch auf dem Fiat 131 und entsprach weitgehend der Version von Tofaş.
Darauf folgten Holland Car Abay, Holland Car Abay Executive, Holland Car Awash Executive, Holland Car Emay, später umbenannt in Holland Car Imay, Holland Car Naomi, Holland Car Shebelle und Holland Car Tekeze.